# Merler Stephansberg
Der Merler Stephansberg  bezeichnet eine deutsche Weinlage im Weinbauort Merl, der heute ein Stadtteil der Stadt Zell an der Mosel ist. 

## Weinbau

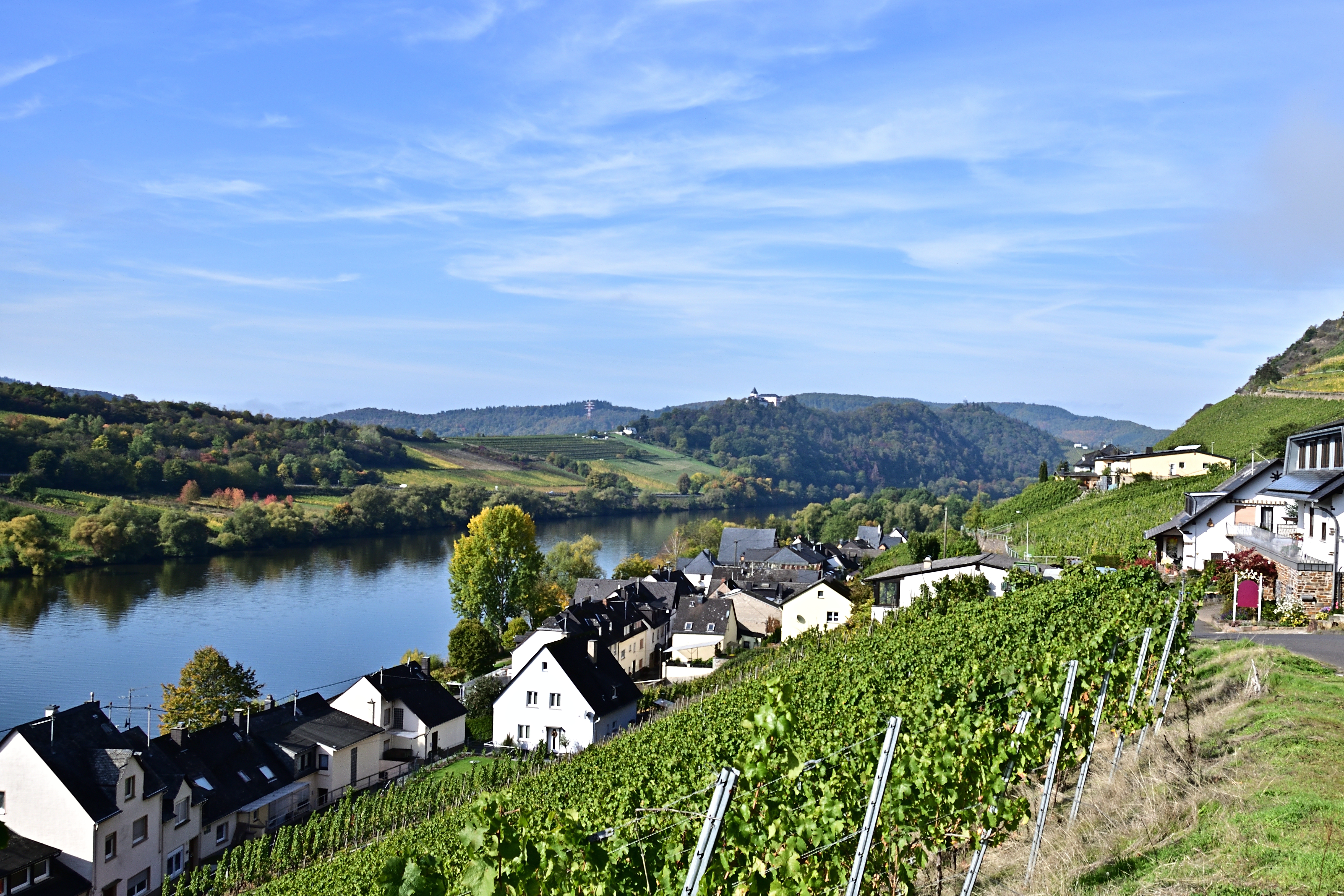
Blick vom Merler Stephansberg auf die Mosel

Der Merler Stephansberg ist eine deutsche Einzellage innerhalb der Großlage Zeller Schwarze Katz. Er hat eine Größe von ca. 50 Hektar. Die Weinlage befindet sich an einer nach Süd-Südwest ausgerichteten Steillage mit langen großen Parzellen. Der mittelgründige, steinige ist Boden ist schiefergeprägt. Der Stephansberg liegt zwischen den Einzellagen Merler Königslay Terrassen und Merler Fettgarten. Er bringt Weine aller Güteklassen hervor. Es werden rassige, feine, sehr würzige und bukettreiche Rieslinge, die auch für eine längere Lagerung geeignet sind, produziert. Die reichliche Sonneneinstrahlung sorgt für eine große Vollmundigkeit der Weine bei gleichzeitiger weicher Säurestruktur.
Das Rittergeschlecht der Familie Zandt von Merl standen als Erbvögte des Hamm jahrhundertelang im Dienst der trierischen Kurfürsten. Die Zandt von Merl hatten großen Einfluss im ganzen Moseltal. Sie sollen dafür gesorgt haben, dass die Rieslingrebe schon im 17. Jahrhundert in Merl angebaut wurde. Der Riesling wurde seinerzeit als Merl-Riesling an Mosel und Rhein verbreitet. Die Merler Weinlagen wurden 1897 als Spitzenlage der Kategorie 1 eingestuft. Insgesamt wurden seinerzeit 15 Lagen an Mosel, Saar und Ruwer derart eingestuft. Dazu gehörten die besten Lagen in Bernkastel Kues und Scharzhofberg.